# Lovas Márton
Lovas Márton, születési és 1947-ig használt nevén Leipnik Márton (Budapest, Erzsébetváros, 1905. március 26. – Budapest, 1984. augusztus 12.) újságíró, lapszerkesztő, műfordító.

## Élete
Leipnik Lipót (1876–1959) fűszerkereskedő, fuvaros és Bruck Karolin gyermekeként született zsidó családban. Anyai nagyapja Bruck Mór dunapentelei állatorvos volt. A négy polgári elvégzése után vasesztergályos szakmát tanult. 1922-ben, miután bekapcsolódott a kommunista mozgalomba, letartóztatták. 
Szabadulása után gépmunkásként dolgozott Óbudán egy textilfestő gyárban, majd nem sokkal később Németországba emigrált. Berlinben megismerkedett Komját Aladárral és családjával, akiknek hatására bekapcsolódott a Német Kommunista Ifjúsági Szövetség munkájába. Hazatért Magyarországra és 1924 tavaszán a kommunista mozgalom megbízásából ismét elhagyta az országot, hogy jelentést vigyen Bécsbe a mozgalom itthoni állapotáról. Bécsben Sallai Imre vette át tőle a futárpostát, aki szintén nagy hatást tett jellemére. Ezután Párizsba küldték, ahol részt vett a Párizsi Munkás című lap szerkesztési munkálataiban, a Pás de Calais bányavidék magyar bányászai között agitált, illetve segédmunkásként dolgozott a Renault-gyárban. 
1928-ban hazatért, és a Kommunista Ifjúmunkások Magyarországi Szövetségének titkára lett. Ugyanezen év márciusában letartóztatták, és kilenc hónapig vizsgálati fogságban tartották. A decemberi tárgyalásig ugyan szabadon bocsátották, de rendőri felügyelet alatt állt. Egy évvel később az Ifjú Proletárt szerkesztette, majd az év novemberében a KIMSZ megbízásából a Szovjetunióba utazott, hogy részt vegyen a Kommunista Ifjúsági Internacionálé X. plénumán. Moszkvában megismerkedett Kun Bélával, Révai Józseffel, Szerényi Sándorral és más kommunista vezetőkkel. 
1930 áprilisában ismét Magyarországra utazott, s a Kommunista című pártlap munkatársa, illetve a budapesti pártbizottság tagja lett. Néhány hónappal később Bécsbe rendelték, ahol az Új Március szerkesztőségénél kapott munkát és segítette a KIMSZ II. kongresszusának előkészítését. A kongresszus után Moszkvába, a Lenin-iskolára küldték egy kétéves német nyelvű tagozatra. Távollétében nevét kapcsolatba hozták a biatorbágyi merénylettel. 1933-ban Moszkvában koholt vádak alapján letartóztatták és 1935-ig börtönben volt. 
1946-ban hazatért és a Szakszervezetek Országos Tanácsánál, majd lektorként a Népszava kiadójánál dolgozott. Ezután a Szikra Könyvkiadóhoz került, ahol a kiadványok főszerkesztője lett. Több könyvet fordított oroszból magyar nyelvre. A mezőgazdasági kérdések elméleti szakértőjévé fejlődött. 1955-ben kinevezték a budapesti pártbizottság osztályvezetőjének. 1957-ben a Magyarország című lap belpolitikai rovatát vezette, majd 1958-tól a Figyelő mezőgazdasági rovatának élére került.
Feleségével, Vadas Helénnel Párizsban ismerkedett meg.
A Farkasréti temetőben helyezték végső nyugalomra.

## Főbb művei
- Kolhozemberek. Útirajz; Szikra, Budapest, 1956
- Közös érdek – egyéni haszon; Kossuth, Budapest, 1961
- Jövő a mában. A nagyrédei Szőlőskert Termelőszövetkezetről; Kossuth, Budapest, 1963
- Mezőgazdaságunk fejlődése és távlatai; Kossuth, Budapest, 1975 (Közgazdasági ismeretek)
- Magyar voltam a Gulág-on; Széchenyi, Budapest, 1989

## Díjai, elismerései
- Munka Érdemrend arany fokozata (1965)
- Szocialista Hazáért Érdemrend